# Арпабулак
Арпабула́к — гірська вершина у східній частині Великого Кавказу. Знаходиться на півночі Азербайджану.